# Hôtel du Plessis-Bellière

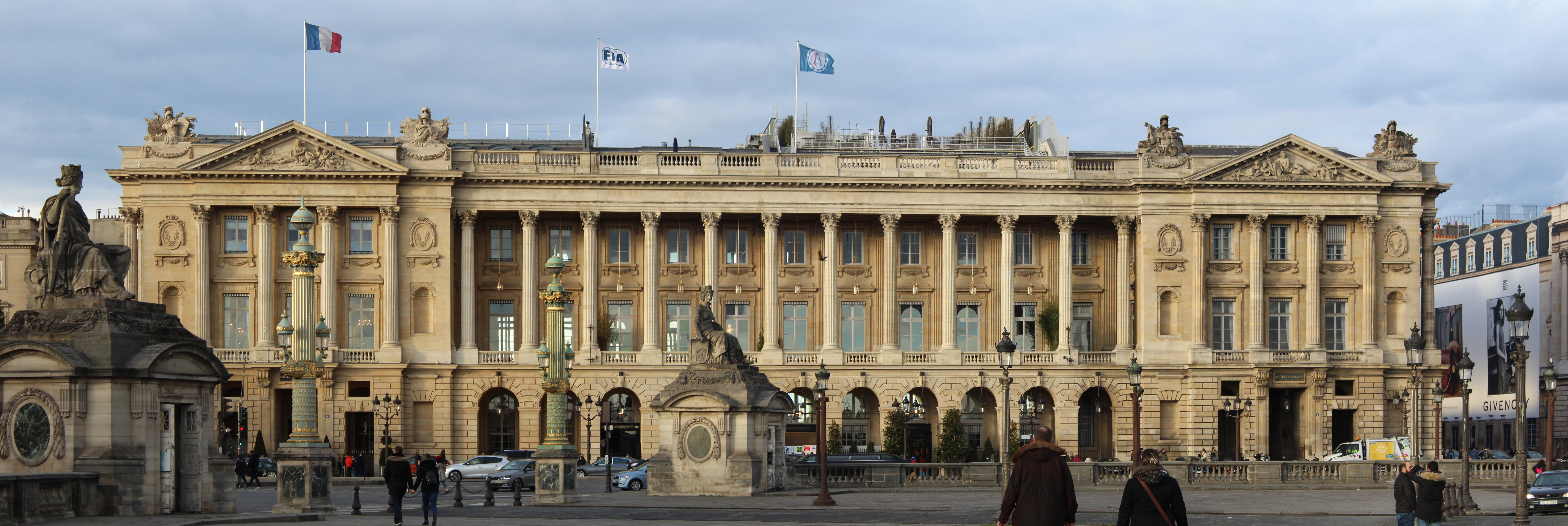
Die Hôtels Crillon, Cartier, Plessis Belliére und Coislin (2018)

Das Hôtel du Plessis-Belliére oder Hôtel Pastoret ist ein Hôtel particulier aus dem 18. Jahrhundert im 8. Arrondissement von Paris an der Place de la Concorde Nr. 6. Heute ist es – mit dem benachbarten Hôtel Cartier – Sitz des Automobile Club de France.

## Geschichte
1758 beauftragte der französische König Ludwig XV. seinen Architekten Jacques-Ange Gabriel, an der „Place Louis-XV“ zwei identische Fassaden auf beiden Seiten der Rue Royale zu errichten: Die Ostfassade wurde von Anfang an bis zur Revolution vom Hôtel du Garde-Meuble de la Couronne besetzt, das ab diesem Zeitpunkt für zwei Jahrhunderte zum Hôtel de la Marine wurde, während das erste Hôtel de la Monnaie die Westfassade einnehmen sollte. Dieser Standort wurde jedoch letztendlich als zu weit vom Geschäftsviertel entfernt angesehen, und ein Ratsbeschluss legte fest, dass das neue Gebäude an seinem heutigen Standort am Quai de Conti errichtet werden sollte. Das Gelände hinter der westlichen Kolonnade wurde in vier Parzellen aufgeteilt, die Privatleuten mit der Auflage überlassen wurden, hinter Gabriels Fassade Privathäuser zu errichten:
- das Hôtel de Coislin (Nr. 4),
- das Hôtel du Plessis-Bellière (Nr. 6),
- das Hôtel Cartier (Nr. 8), und
- das Hôtel de Crillon (Nr. 10).

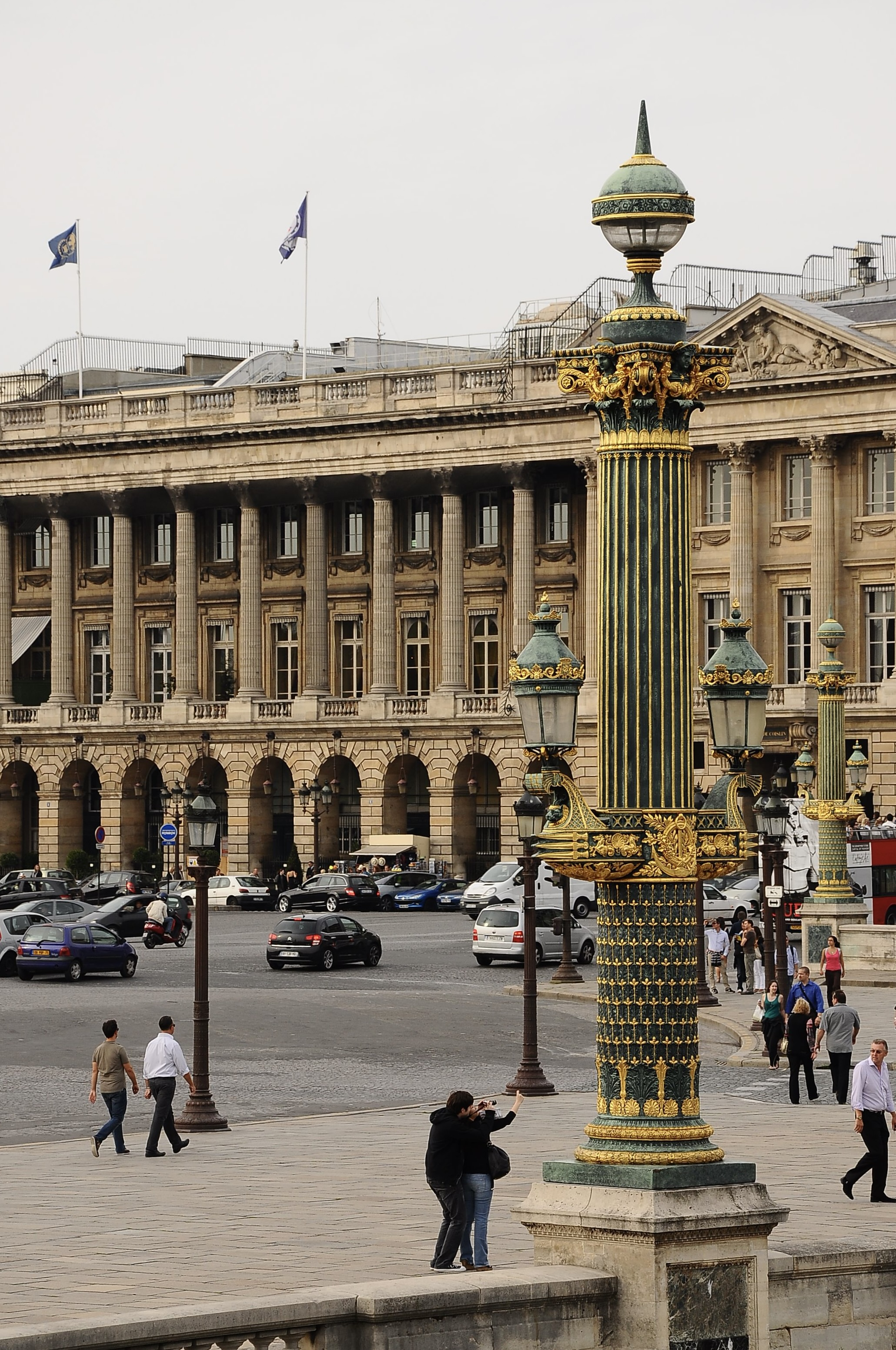
Hôtel du Plessis-Bellière, Place de la Concorde Nr. 6, Paris, zwischen dem Hôtel de Coislin (rechts) und dem Hôtel Cartier (links)

Die Fassaden der Hotels du Plessis-Bellière und Cartier stammen vom Architekten Pierre-Louis Moreau-Desproux. Das erste wurde für David-Étienne Rouillé de l‘Étang, Conseiller-secrétaire des Königs sowie Generalschatzmeister der Polizeifonds, gebaut, während Moreau das zweite (das heute Hotel Cartier genannt wird), auf eigene Rechnung bauen ließ.
David Etienne Rouillé de L'Estang ist der Sohn von Marguerite Perrinet (1698–1796), Witwe von Jean Rouillé, Tuchhändler und Bürger von Paris, mit dem er 1776 das Hôtel baute und dessen Porträt von Maurice Quentin de La Tour in Pastell gemalt wurde und sich in der Gemäldesammlung des Hôtel befindet.
David Etienne Rouillé de l'Etang war in Adelsstand aufgestiegen, als er 1765 des Amt Conseiller-secrétaire du Roi, Maison er Couronne de France erwarb. 1791 wurde er Commissaire du Trésor public, 1808 Chevalier de l’Empire, und leitete anschließend den Conseil général des Département Seine. Er starb 1811 ohne Nachkommen und überließ das Hotel der Tochter seiner Schwester, Adelaide Anne Louise Piscatory de Vaufreland, Ehefrau von Claude Emmanuel, Marquis de Pastoret, der 1829/30 Président de la Chambre des Pairs und Kanzler von Frankreich war.
Auf den 1840 verstorbenen Kanzler Pastoret folgten sein Sohn Amédée de Pastoret, Conseiller d’État und dann Senator, der 1857 starb, und dessen Tochter Marie de Pastoret, Ehefrau von Hervé de Rougé, Marquis du Plessis-Bellière († 1890).
Ebenfalls ohne Nachkommen, vermachte die Marquise ihren gesamten Besitz Papst Leo XIII. mit der Bitte, das Hôtel du Plessis-Bellière zur Apostolischen Nuntiatur zu machen. Dieses Testament wurde sowohl von der Familie Rougé als auch vom Staat angefochten, wurde nicht umgesetzt, führte aber 1897 zu einer Reihe berühmter Auktionen. Die ursprüngliche Ausstattung des Hotels wurde bei einer dieser Auktion im Jahr 1898 verstreut, die Beschreibungen sind jedoch aus dem Auktionskatalog bekannt.
Die Fassade steht seit 1923 unter Denkmalschutz.
Seit 1901 sind das Hôtel diu Plessis-Bellière und das benachbarte Hôtel Cartier Sitz des Automobile Club de France.